# كريس سميث (لاعب كرة قدم)
كريس سميث (بالإنجليزية: Chris Smith)‏ (و. 1990  م) هو لاعب كرة قدم، من المملكة المتحدة، ولد في ستوك أون ترينت، يلعب كمُدَافِع.

## روابط خارجية
- كريس سميث على موقع قاعدة بيانات كرة القدم.إي يو (الإنجليزية)
- كريس سميث على موقع قاعدة بيانات كرة القدم.إي يو (الإنجليزية)
- كريس سميث على موقع Soccerbase.com (لاعب) (الإنجليزية)